# Kalikot (distrito)
Pronunciação
Kalikot é um distrito da zona de Karnali, no Nepal.